# Fiat 70
Fiat 70 – samochód osobowy produkowany przez włoski koncern motoryzacyjny Fiat w latach 1915–1920. Model 70 wyposażony był w dwulitrowy czterocylindrowy silnik rzędowy rozwijający moc 21 koni parowych co pozwalało na rozwinięcie prędkości maksymalnej równej 70 kilometrów na godzinę. Łącznie powstało około tysiąca egzemplarzy Fiata 70, prawie wszystkie trafiły do włoskiej armii.
Samochód jak na swoje czasy był zaawansowany pod względem technicznym, wyposażony był w kompletną elektrykę.
Następcą modelu został Fiat 501.